# Дискография Holy Moses
Дискография немецкой трэш/спид-метал группы Holy Moses.

## Студийные альбомы
| Название                         | Участники                                                                        | Год выпуска | Лейбл                     | Примечание         |
| -------------------------------- | -------------------------------------------------------------------------------- | ----------- | ------------------------- | ------------------ |
| Queen of Siam                    | Сабина Классен / Энди Классен / Рамон Брюсслер / Герберт Дрегер                  | 1986        | Aaarrg Records (AAARRG 1) | Переиздан в 2006 г |
| Finished with the Dogs           | Сабина Классен / Энди Классен / Андрэ Чапелир / Ули Куш                          | 1986        | Aaarrg Records (AAARRG 6) | Переиздан в 2005 г |
| The New Machine of Liechtenstein | Сабина Классен / Энди Классен / Томас Бэкер / Ули Куш                            | 1989        | WEA                       |                    |
| World Chaos                      | Сабина Классен / Энди Классен / Томас Бэкер / Ули Куш                            | 1990        | West Virginia, SPV        | Переиздан в 2006 г |
| Terminal Terror                  | Сабина Классен / Энди Классен / Бенни Шнелль / Гуйдо Рихтер                      | 1991        | West Virginia             |                    |
| Reborn Dogs                      | Сабина Классен / Энди Классен / Бенни Шнелль / Свен Хервиг                       | 1992        | West Virginia             | Переиздан в 2006 г |
| No Matter What’s the Cause       | Сабина Классен / Энди Классен / Дан Лилкер / Свен Хервиг                         | 1994        | SPV, Steamhammer          | Переиздан в 2006 г |
| Disorder of the Order            | Сабина Классен / Франки Бротс / Йорн Шуберт / Андрэас Либера / Жульен Шмидт      | 2002        | Century Media             | Переиздан в 2006 г |
| Strength Power Will Passion      | Сабина Классен / Франки Бротс / Михаэль Ханкель / Алекс Дэ Бланко / Жульен Шмидт | 2005        | Armagedon Music           |                    |
| Agony of Death                   | Сабина Классен / Михаэль Ханкель / Оливер Яат / Томас Нейч / Гуйдо Рихтер        | 2008        | SPV, Wacken Records       |                    |
| Redefined Mayhem                 | Сабина Классен / Peter Geltat / Томас Нейч / Gerd Lucking                        | 2014        | SPV/Steamhammer           |                    |

## Синглы/EP
| Название           | Год выпуска | Лейбл          |
| ------------------ | ----------- | -------------- |
| Roadcrew           | 1987        | Aaarrg Records |
| Too Drunk to Fuck  | 1991        | West Virginia  |
| Master of Disaster | 2001        | Century Media  |

## Сборники
| Название          | Год выпуска | Лейбл         | Примечания          |
| ----------------- | ----------- | ------------- | ------------------- |
| Too Drunk to Fuck | 1993        | West Virginia | Переиздан в 2006 г. |

## Демо
| Название            | Участники                                                        | Год выпуска | Лейбл      |
| ------------------- | ---------------------------------------------------------------- | ----------- | ---------- |
| Black Metal Masters | Йохэн Фюндерс / Рамон Брюсслер / Петер Вондерштайн               | 1980        | Самозапись |
| Holy Moses          | Игги / Энди Классен / Рамон Брюсслер / Пауль Линзеничь           | 1981        | Самозапись |
| Satan’s Angel       | Сабина Классен / Энди Классен / Рамон Брюсслер / Пауль Линзеничь | 1982        | Самозапись |
| Call of the Demon   |                                                                  | 1983        | Самозапись |
| Heavy Metal         |                                                                  | 1983        | Самозапись |
| Death Bells         | Сабина Классен / Энди Классен / Рамон Брюсслер / Йорн Хайнс      | 1984        | Самозапись |
| Walpurgisnight      |                                                                  | 1985        | Самозапись |
| The Bitch           |                                                                  | 1986        | Самозапись |